# Pixley ka Isaka Seme
Pixley ka Isaka Seme, född 1 oktober 1881 i KwaZulu-Natal, Sydafrika, död 7 juni 1951 i Johannesburg, Sydafrika var en av grundarna av African National Congress (ANC).
Lite är känt om hans tidigare år, men genom en missionär i hans grundskola fick han möjlighet till fortsatta studier vid Mount Hermon School i Massachusetts, USA. Han tog en Filosofie kandidatexamen vid Columbia University och fortsatte därefter studera juridik vid Oxfords universitet där han tog  examen i ämnet.